# Acrobleps hygrophilus
Genre
Espèce
Acrobleps hygrophilus est une espèce d'araignées aranéomorphes, la seule du genre Acrobleps, de la famille des Anapidae.

## Distribution
Cette espèce est endémique de Tasmanie en Australie.

## Description
Le mâle holotype mesure 1,10 mm et la femelle paratype 1,45 mm.

## Publication originale
- Hickman, 1979 : Some Tasmanian spiders of the families Oonopidae, Anapidae and Mysmenidae. Papers and Proceedings of the Royal Society of Tasmania, vol. 113, p. 53-79 (texte intégral).